# ویسای فافووانین
ویسای فافووانین (به انگلیسی: Visay Phaphouvanin) (زاده۱۲ ژوئن ۱۹۸۵) بازیکن فوتبال لائوسی است که در پست مهاجم برای باشگاه فوتبال وینتاین اف. سی بازی می‌کند. وی عضو تیم ملی فوتبال لائوس است.